# オディル・ドフレイエ

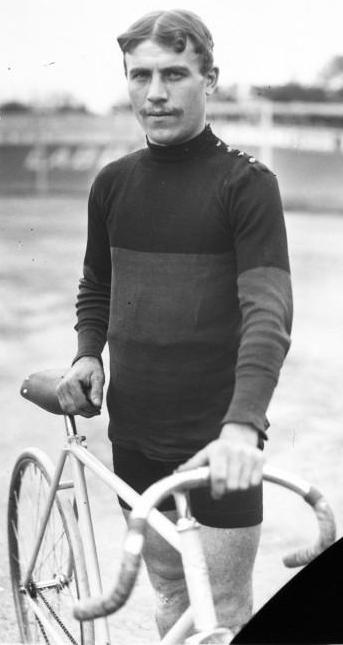
オディル・ドフレイエ

オディル・ドフレイエ（Odile Defraye、1888年7月14日-1965年8月21日）は、ベルギー・リュムベーケ出身の元自転車競技選手。出身地であるウェスト＝フランデレン州の公用語であるフラマン語（オランダ語）の表記名では、オディール・デフラーイエ（Odiel Defraeye）となっている。
1911年、ベルギー国内選手権プロ個人ロードレース優勝。1912年のツール・ド・フランスでは、第2、7、9ステージで勝利。第3ステージで総合首位に立つと（第5ステージではウジェーヌ・クリストフ、第6ステージではオクタヴ・ラピーズと同点首位）、そのまま最後まで首位を保ち、ベルギー国籍選手として初のツール・ド・フランス総合優勝を果たした。なお、1912年までツール・ド・フランスはポイント制で総合成績が争われた。
この他の主な実績として、1913年のミラノ〜サンレモ優勝がある。